# Ивановская академия Государственной противопожарной службы МЧС России
Ивановская пожарно-спасательная академия Государственной противопожарной службы МЧС России (ИПСА ГПС МЧС России) — научно-образовательное учреждение по подготовке специалистов высшей квалификации в области пожарной безопасности и защиты населения и территорий от чрезвычайных ситуаций природного и техногенного характера.

## История
Свою историю академия ведёт с 15 сентября 1966 г., когда в г. Иваново было создано Ивановское пожарно-техническое училище МООП СССР. В конце 1990-х годов Ивановское пожарно-техническое училище МВД России становится одним из крупнейших учебных центров для подготовки специалистов пожарной охраны России по очной и заочной формам обучения.
7 декабря 1999 года приказом Министра внутренних дел Российской Федерации № 1002 на базе Ивановского пожарно-технического училища создан Ивановский филиал Академии Государственной противопожарной службы МВД России, в котором с 2001 года началось обучение курсантов и слушателей по высшей форме.
С 1 января 2004 года в соответствии с распоряжением Правительства РФ от 5 сентября 2003 года № 1300-р и приказом МЧС России от 10 октября 2003 года № 617 создан Ивановский институт Государственной противопожарной службы МЧС России.
С 2006 года на созданном в институте факультете переподготовки и повышения квалификации ежегодно проходит обучение до 300 специалистов ФПС МЧС России.
С 1 января 2015 года переименован в Ивановскую пожарно-спасательную академию ГПС МЧС России.
Воронежский институт ГПС МЧС России с 1 сентября 2017 года включен в качестве филиала в состав Ивановской академии.

## Факультеты
- Факультет пожарной безопасности
- Факультет техносферной безопасности
- Факультет переподготовки и повышения квалификации
- Факультет заочного обучения
- Факультет платных образовательных услуг

## Начальники учебного заведения
- 1966—1974 И. Г. Ходаковский, полковник внутренней службы
- 1974—1994 И. И. Карабань, полковник внутренней службы
- 1994—2002 А. И. Полозов, полковник внутренней службы
- 2002—2008 В. Н. Чернов, генерал-майор внутренней службы
- 2009 — наст. время И. А. Малый, генерал-лейтенант внутренней службы, к.т.н., доцент.

## Музей пожарной и аварийно-спасательной техники
Вдоль проспекта Строителей – на фасаде высшего учебного заведения и  вдоль улицы Огнеборцев, между проспектом Строителей и улицей Генерала Хлебникова расположилась экспозиция уникального собрания пожарной и аварийно-спасательной техники, прославившаяся в народе как «Музей пожарной техники» (далее - Музей).
Экспозицию условно можно разделить на три части (по расположению):
1. «Аллея Славы» - первая часть Музея, открытая 30 апреля 2010 года в «День пожарной охраны России», включает в себя мемориал, посвященный памяти выпускников, погибших при исполнении служебного долга и 11 единиц техники. Подробное описание экспонатов и фотографии представлены в «Блоге о технических музеях и памятниках».
2. «Аллея Славы спасателей» - вторая часть Музея, заложенная в 2015 году и развивающаяся по сей день. Здесь можно увидеть и потрогать 13 единиц пожарной и аварийно-спасательной техники. Открывает ряд раритетных образцов вертолет МИ-2.
Несколько лет назад в этой части улицы Огнеборцев не было по сути ничего, но усилиями сотрудников, работников, курсантов академии и представителей администрации получилось создать полноценное общественное пространство с детской площадкой и зонами отдыха. 
3. Экспозиция возле КПП-1 («парадный вход»). 28 апреля 2019 года – день открытия новой части Музея, а именно появление монумента с пожарной «Полуторкой». Позднее, ряд экспонатов был дополнен 1 образцом крупногабаритной техники и шестью легковыми автомобилями, которые использовались в пожарной охране с 1960 годов.
4. На остановке «Пожарно-спасательная академия» установили кабину автомобиля ЗИЛ 1966 года выпуска.

## Память
Выпускники Ивановского пожарно-технического училища МВД России, погибшие при исполнении служебного долга:
1977 – капитан вн. сл. Голышев Ю.М.
1977 – лейтенант вн. сл. Петелин В.А.
1977 – старший лейтенант вн. сл. Копытов А.И.
1977 – старший лейтенант вн. сл. Батманов В.М.
1986 –лейтенант вн. сл. Сикорский А.С.
1987 – старший лейтенант вн. сл. Еличев А.Ю
1987 – капитан вн. сл. Семенов В.М.
1988 - капитан вн. сл. Кузнецов А.Ф.
1988 - старший лейтенант вн. сл. Матвеев А.С.
1988 - лейтенант вн.сл. Трифонов С.П.
1994 – майор вн. сл. Битилгиреев М.А.
1996 - старший лейтенант вн. сл. Зайцев В.И.
2000 – лейтенант вн. сл. Клименков А.М.
2008 – майор вн. сл. Курош Р.И.
2015 – подполковник вн. сл. Костин С.А.
Выпускник Ивановской пожарно-спасательной академии МЧС России, погибший при исполнении служебного долга:

2017 – старший лейтенант вн. сл. Кубышин А.А.